# De Incabouter
De Incabouter is het 96ste stripverhaal van De Kiekeboes. De reeks wordt getekend door striptekenaar Merho. Het album verscheen in februari 2003.

## Verhaal
Nonkel Vital doet mee aan de Mister Puntmuts-verkiezingen, de schoonheidswedstrijd voor tuinkabouters. Nonkel Vital heeft namelijk een heel speciale tuinkabouter: een Incabouter, een tuinkabouter uit de tijd van de Inca's. Maar iemand heeft het gemunt op de tuinkabouters van nonkel Vital...
Ondertussen raakt Konstantinopel verstrikt in een voetbalschandaal, waarin ook Moemoe een rol speelt. Opmerkelijk is dat in dit stripalbum Marcel Kiekeboe niet voorkomt, hij en Charlotte zijn op reis naar het dorpje Résidu in de Ardennen.

## Achtergrond
Het personage Elodie Melody maakt in dit album haar debuut.